# Fritillaria ehrhartii
Fritillaria ehrhartii är en liljeväxtart som beskrevs av Pierre Edmond Boissier och Theodhoros Georgios Orphanides. Fritillaria ehrhartii ingår i Klockliljesläktet och i familjen liljeväxter. Inga underarter finns listade.